# Chirimía

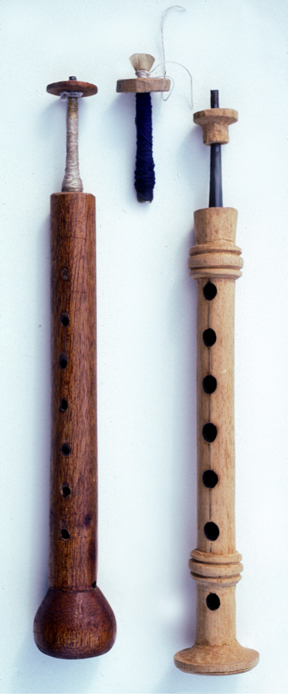
Chirimía de Guatemala.

La chirimía es un instrumento musical de viento-madera parecido al oboe y de doble lengüeta, trabajada antiguamente se forma con nueve agujeros laterales, de los que únicamente seis están destinados a taparse por medio de los dedos. Las había agudas, altas y bajas. Es el antepasado directo del oboe, y muy similar a la dulzaina. El nombre proviene del francés «chalemie», que a su vez viene del latín «calamus», caña, flauta de caña. Fue de uso común en Europa desde el siglo XII, y llevado a los virreinatos americanos a partir de finales del siglo XV.
Sinonimia 
- Ghaita (Marruecos)
- Miz mar (Túnez)
- Sib (Egipto)
- Zumari (Kenia)
- Kaba Zurna (Turquía)
- Zurna (in A-flat) (Turquía)
- Sorna (Irán)
- Sharnai (Pakistán)
- Rgya-Gling (Tíbet)
- Pi nai (Tailandia)
- So-na (China)
- Vombard (Bretaña)
- Skallmeja (Suecia)
- Ciaramella, cialamedda (Italia del Sur)
- Piffero (Italia del Norte)

## Chirimía en América
Se utiliza en festejos populares, profanos y religiosos. Durante el siglo XVI, la chirimía de España llegó a América. 
Entre los nahuas de la región de occidente se adoptó una de las versiones antiguas de chirimía, cuya característica particular es la utilización de cuatro lengüetillas elaboradas de palma real en lugar de carrizo, amarradas al tubillo o tudel a manera de tapón. El conjunto de chirimía en Jalisco y en Oaxaca está integrado por dos músicos: uno que toca la chirimía (aerófono de doble lengüeta) y otro que percute un tambor (membranófono de doble parche). En Tlaxcala y el Estado de México, al conjunto que toca chirimía se conoce como banda azteca, y lleva huéhuetl y tambor redoblante. En México también se le llama chirimía a cierta música de flauta y tamboril.
En Guatemala, diversas celebraciones mayas y mestizas utilizan a la chirimía y el tum (tambor) como acompañamiento.
En Perú a la chirimía también se la conoce como «chirisuya».

## Chirimías conjunto de percusiones y violín
En Taxco se llevan procesiones en Semana Santa con imágenes, las cuales van acompañadas de un conjunto de tres músicos, los cuales llevan una tarola un bombo y un violín.